# NGC 1255
NGC 1255 é uma galáxia espiral barrada (SBbc) localizada na direcção da constelação de Fornax. Possui uma declinação de -25° 43' 28" e uma ascensão recta de 3 horas, 13 minutos e 32,0 segundos.
A galáxia NGC 1255 foi descoberta em 30 de Agosto de 1883 por Edward Emerson Barnard.